# Ли, Николай Николаевич
Никола́й Никола́евич Ли (28 марта 1930, Караганда — 18 октября 2013, Москва) — советский и российский тренер по боксу. Тренер спортивного общества «Трудовые резервы», тренер сборных команд Украины, России, СССР, личный тренер бронзового призёра Олимпийских игр Владимира Мусалимова, заслуженный тренер СССР (1965).

## Биография
Николай Ли родился 28 марта 1930 года в городе Караганда Казахской ССР, этнический кореец. С раннего детства занимался боксом, проходил подготовку в местной секции под руководством заслуженного тренера Густава Александровича Кирштейна.
Как спортсмен большого успеха не добился и, ещё не достигнув двадцатилетнего возраста, занялся тренерской деятельностью. В течение 28 лет работал тренером по боксу в Караганде, затем довольно долго проживал в Киеве и состоял в добровольном спортивном обществе «Трудовые резервы». Возглавлял сборные команды Украинской ССР, РСФСР, длительное время работал в главной команде Советского Союза, в частности секундировал боксёров на Олимпийских играх 1968, 1972 и 1976 годов.
Уже начиная с 1960 года ученики Николая Ли регулярно побеждали на крупных всесоюзных соревнованиях и попадали в состав советской национальной сборной. Один из самых известных его воспитанников — мастер спорта международного класса Владимир Мусалимов, бронзовый призёр Олимпийских игр, обладатель бронзовой медали чемпионата Европы, трёхкратный чемпион СССР. Также его учениками были двукратный чемпион СССР Владимир Каримов, чемпион СССР Олег Толков, победитель юношеского первенства СССР Казбек Ашляев, известные наставники С. И. Гондуркаев, Э. Х. Матросов и др. За выдающиеся достижения на тренерском поприще в 1965 году был удостоен почётного звания «Заслуженный тренер СССР».
Впоследствии проживал в Москве. После распада Советского Союза Ли стал одним из первых российских тренеров, работавших с боксёрами-профессионалами. 
Под его руководством готовились боксёры профессионалы Виктор Потехин, Владимир Эльбаев, Олег Марченко, Сергей Щуплыгин, Андрей Пестряев, Александр Пак, Вадим Сафин, Текуев Алим .
Продолжал заниматься тренерской деятельностью вплоть до самых преклонных лет, в последние годы проводил тренерские семинары и мастер-классы.
Умер 18 октября 2013 года.